# Marine Corps Security Force Regiment
Le Marine Corps Security Force Regiment est une unité destinée à la sécurité et à la lutte contre le terrorisme du Corps des Marines des États-Unis,. Il fournit des forces de sécurité pour garder les installations navales prioritaires, notamment celles contenant des navires et des armes nucléaires. Il fournit également des équipes de sécurité antiterroriste de flotte (FAST) et des équipes d'arrestation tactique (RTT). Les marines qui terminent la formation des Forces de sécurité se voient attribuer une spécialité professionnelle militaire (MOS) secondaire 8152 (Marine Corps Security Force Guard Guard), tandis que les instructeurs peuvent obtenir le MOS 8153 (Marine Corps Security Force Cadre Trainer). 

## Histoire
L'unité a été initialement organisée comme détachement de marine, sur la base navales de Norfolk en 1920. La base fu ensuite rebaptisé Marine Barracks, Norfolk en 1939. Pendant la Seconde Guerre mondiale, des Marines de la caserne de Norfolk ont assuré la sécurité de plusieurs commandements dans la région de Tidewater (Maryland, États-Unis), y compris la base navale, la base aéronavale et l'annexe de carburant naval à Craney Island (Virginie, États-Unis) et ce qui est maintenant la base navale de Little Creek. 
La caserne a également servi de centre de transit pour les Marines sur la côte Est. En plus d'assurer la sécurité des portes du complexe de la base navale de Norfolk et une force de sécurité pour une installation de stockage de services à proximité, L'unité de Marines Barracks a également servi de troupes de cérémonie et assuré la sécurité au siège de la Flotte de l'Atlantique des États-Unis et fourni un soutien administratif aux Marines stationnés dans divers Commandements navales dans la région de Norfolk. 
La caserne a été renommée "bataillon des forces de sécurité du Corps des Marines, Atlantique", le 1er avril 1987, et a exercé un contrôle administratif sur les compagnies et détachements des forces de sécurité à la mer dans la région de l'Atlantique. Les premières compagnies FAST ont été créées la même année pour fournir une force plus mobile. Le 16 décembre 1993, le bataillon a de nouveau été renommé "régiment des forces de sécurité du Corps des marines" et a pris le contrôle de toutes les compagnies et détachements des forces de sécurité dans le monde. En 1998, de nombreuses compagnies et détachements ont été désactivés en raison de réductions de forces et du ré-alignements. Deux sociétés FAST ont été créées pour prendre leur place. 

## Unités

### Unités d'active
- Quartier général, Naval Station Norfolk, Virginie
- Compagnie de formation, activité de soutien naval Hampton Roads, Chesapeake, Virginie
- Marine Corps Security Forces Battalion Bangor à Naval Base Kitsap, Bangor Trident Base, Washington
- Marine Corps Security Forces Battalion à Naval Submarine Base Kings Bay, Kings Bay, Géorgie
- Compagnie à Naval Station Guantanamo Bay, Guantanamo Bay, Cuba
- Compagnie A, Naval Weapons Station Yorktown, Yorktown, Virginie
- Compagnie B, Naval Weapons Station Yorktown, Yorktown, Virginie
- Compagnie C, Camp Allen, Norfolk, Virginie
- FAST Company, Naval Support Activity Bahreïn, Manama, Bahreïn
- FAST Company Europe, Naval Station Rota, Rota, Espagne
- FAST Company Pacific, Base navale de Yokosuka, Yokosuka, Japon

### Anciennes unités
- Naval Air Station North Island, Marine Corps Security Force, Coronado, Californie
- Naval Station Mare Island California FAST Company Pacific
- Naval Air Station Patuxent River, Lexington Park, Maryland
- Naval Air Station Keflavik, Keflavik, Islande
- Naval Computer and Telecommunications Station Naples, Naples, Italie
- Détachement aux activités de soutien naval Baie de Suda, Crète, Grèce
- Activités navales Royaume-Uni, Londres, Royaume-Uni
- Groupe de sécurité navale Sábana Seca, Porto Rico
- Naval Station Subic Bay, Olongapo, Philippines
- Station d'armes navales de Concord, Concord, Californie
- Marine Corps Security Force Company, Naval Air Station Alameda, Alameda, Californie
- Marine Corps Security Force Company, Naval Air Station Cecil Field, Jacksonville, Floride
- Marine Corps Security Force Battalion, Pacifique, Mare Island, Californie

## Compagnies d'Équipe de sécurité antiterroriste de la flotte (FAST)
Les pelotons de l'équipe de sécurité antiterroriste de la flotte (Fleet Anti-Terrorism Security Team ou FAST) sont capables de se déployer rapidement pour améliorer immédiatement la sécurité des installations du gouvernement des États-Unis dans le monde entier. Ils sont capables d'opérations spéciales, y compris des combats rapprochés avancés et le sauvetage d'otages in-extremis. 
Créées en 1987, les compagnies FAST fournissent une force de sécurité expéditionnaire de durée limitée pour protéger les ressources navales et nationales vitales. La FAST maintient des pelotons déployés dans divers commandements navals du monde entier et possède des forces d'alerte basées aux États-Unis capables de répondre rapidement aux imprévus du monde entier. Chaque compagnie FAST est équipée et s'entraîne avec certaines des armes les plus modernes et se compose actuellement d'environ 500 Marines. 
Les compagnies FAST maintiennent un degré élevé de préparation afin de mener ces opérations d'urgence à court terme et à durée limitée. Les compagnies FAST de l'USMC fournissent à la fois à l'US Navy et au Marine Corps une unité dédiée de protection des forces et de lutte contre le terrorisme, et elles constituent l'une des forces qualifiées pour les opérations spéciales de l'USMC. 

### Histoire
La fin des années 1970 et le début des années 1980 ont marqué un point culminant pour les efforts américains dans la lutte antiterroristes. Une série d'attaques meurtrières dirigées contre des Américains a mis en évidence la nécessité de disposer de forces de sécurité capables de contrer les menaces terroristes contre les unités militaires. 
Le président a publié une directive ordonnant aux agences de sécurité américaines et à toutes les branches de l'armée de renforcer leurs capacités dans ce domaine. Conformément à cette directive, l'USMC a procédé à une évaluation approfondie de ses forces de sécurité au milieu des années 80. À l'issue de l'étude, le Corps est parvenu à la conclusion que ses procédures de sécurité actuelles étaient inadéquates pour faire face aux menaces de sécurité qui pesaient sur lui. Le Corps a décidé de former une nouvelle unité de Marines hautement qualifiés, destinée à la défense des actifs de l'US Navy et du Marine Corps contre les attaques terroristes. 
La nouvelle unité a été désignée comme l'Équipe de sécurité antiterroriste de la flotte, ou FAST en anglais (qui acronyme qui signifie aussi "rapide"). Créées en 1987, les compagnies FAST sont équipées pour effectuer des missions de sécurité selon les instructions du chef des opérations navales. Les FAST Company renforcent la sécurité de l'installation lorsqu'une situation de menace dépasse la capacité des forces de sécurité locales. Ils ne sont pas conçus pour fournir une force de sécurité permanente pour l'installation. Le Marine Corps utilise des compagnies FAST pour protéger les forces lorsqu'un niveau de menace l'exige. 
Chaque compagnie est bien ancrée dans les compétences de base de l'infanterie. Les compagnies FAST sont principalement conçues pour mener des opérations de combat défensives, des opérations de sécurité militaire et des opérations de sécurité dans la zone arrière. Elles peuvent également être adaptés pour des tâches spécifiques par le chef des opérations navales. Elles garantissent également que les armes nucléaires à bord des sous-marins ne sont pas compromises lorsque les navires sont à quai. 

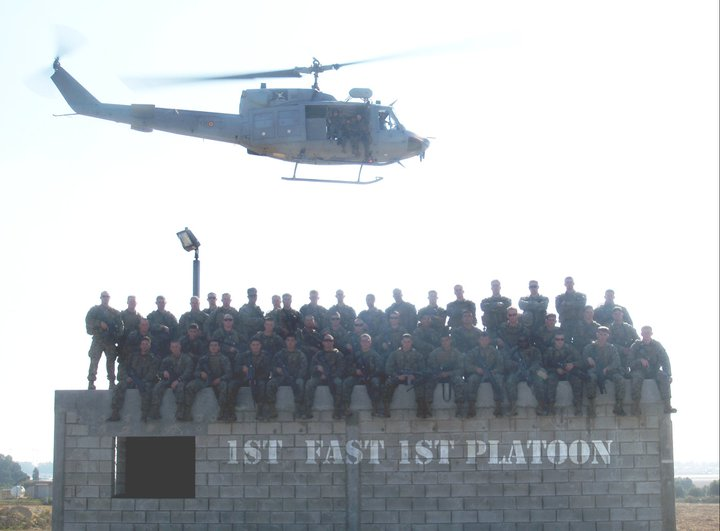
Les Marines du 1er FAST 1st Peloton après un assaut dans une fausse ambassade à Rota en Espagne.

Depuis leur création, les FAST Company ont connu un rythme d'opérations élevé. Elles ont été déployées pour participer à de nombreuses opérations de formation, de sécurité et de combat. En 1989, des éléments du 1er FAST ont été déployés à la station navale de Rodman, au Panama, en réponse à un certain nombre d'incursions d'intrus inconnus (les intrus étaient soupçonnés d'être membres d'une unité d'opérations spéciales cubaines qui tentaient de saboter les stocks de US POL situés sur la base). Le 1 FAST a immédiatement commencé ses opérations, effectuant des patrouilles de sécurité autour du périmètre de la base et établissant des positions d'embuscade le long des voies d'approche connues. 
Les FAST ont réussi à décourager de nouvelles incursions et, à plusieurs reprises, ils ont ouvert le feu sur des intrus tentant de pénétrer dans la base. Le 21 décembre 1989, les États-Unis ont lancé l'opération Juste cause, l'invasion du Panama. Les forces américaines devaient sécuriser le pays et reprendre le pouvoir à l'homme for t'en place. Bien qu'il s'agisse principalement d'une mission de l'armée américaine et de forces d'opérations spéciales, un certain nombre d'unités de l'USMC devaient y participer. L'une des unités USMC sélectionnées pour l'opération était la 1st FAST Co. 
La 1st FAST opérait au Panama depuis un certain temps pour assurer la sécurité des installations navales américaines, mener des exercices d'entraînement et se préparer à une éventuelle attaque terroriste dirigée contre les installations de l'USMC ou de l'USN au Panama. La 1st FAST ainsi qu'un détachement du 2nd Light Armored Infantry (LAI) Battalion, une autre nouvelle unité de l'USMC, devaient mener ensemble plusieurs missions de combat conjointes. Le 2e dét. LAI fourni la vitesse, une protection blindée et une puissance de feu élevée, tandis que le 1 FAST a fourni les compétences CQB nécessaires pour opérer dans les limites étroites d'un environnement urbain. 
Pendant les opérations Desert Storm et Desert Shield, les FAST ont fourni une sécurité supplémentaire aux installations navales américaines à Bahreïn. 
En janvier 1991, l'US Navy et les Marines ont mené l'opération Sharp Edge, opération d'évacuation non combattante de ressortissants américains et étrangers du Libéria. La FAST a été déployée pour soulager le Marine Amphibious Readiness Group qui assurait la sécurité à l'ambassade des États-Unis à Monrovia, au Libéria. 
Peu de temps après la fin de l'opération Vigilant Warrior, l'USCENTCOM s'est de nouveau retrouvé impliqué en Somalie, cette fois pour couvrir le retrait d'ONUSOM II conformément à la décision des Nations unies de retirer ses forces de ce pays ravagé par la guerre. Après le retrait des forces américaines le 25 mars 1994, les États-Unis ont maintenu un bureau de liaison à Mogadiscio pour tenter de faire avancer le processus de réconciliation politique en Somalie. La sécurité de ce bureau a été assurée par un peloton de l'équipe de sécurité anti-terroriste (EXPRES) de la flotte. Alors que les conditions à Mogadiscio se détérioraient, le bureau de liaison a déménagé à Nairobi et le peloton FAST a été redéployé à Mombasa (Kenya) le 15 septembre 1994, la FAST ayant été renvoyée à sa base d'attache trois jours plus tard. 
Les pelotons FAST ont également fourni un soutien en matière de sécurité pour le transfert des migrants cubains des zones de détention du Panama vers la baie de Guantanamo pendant l'opération Safe Passage de janvier à février 1995. Après le bombardement de 1996 d'une caserne de l'USAF en Arabie saoudite, la FAST fut projetée sur place pour protéger plusieurs bâtiments. 
Pendant l'opération Fairwinds à la fin de 1996, les pelotons FAST ont assuré la sécurité des Seabees de la Marine et des ingénieurs civils de l'USAF, des chantiers, des camps et des convois en Haïti. 

### Organisation
Il existe actuellement trois compagnies FAST aux États-Unis et une compagnie de formation. Les compagnies A et C sont situées sur la base navale de Norfolk, Norfolk, Virginie, et la compagnie B, située sur la base navale de Yorktown, Yorktown, Virginie. Ces compagnies opèrent sous le contrôle du Marine Corps Security Force Regiment situé à Naval Air Station, Norfolk, Virginie. La compagnie de formation du Security Force Regiment est située sur Naval Support Activity Hampton Roads (NSA Northwest), à Chesapeake, en Virginie. Chaque compagnie comprend près de 400 Marines, organisés en fonction de la mission. 

### Entraînement
Tous les Marines affectés à FAST doivent avoir suivi la formation suivante: 
- SOI (Ecole d'Infanterie).
- École des forces de sécurité - (NSA Northwest, Chesapeake, VA) - Enseigne le tir de précision (fusil et pistolet), combat rapproché
- Formation FAST (5 semaines) (NSA Northwest, Chesapeake, VA) Formation supplémentaire en combat urbain.

Au cours de leurs exercices d'entraînement, les hommes des FAST font un usage intensif de munitions (simunition) ou UTM. Les simunitions et les UTM sont comme des munitions de paintball, mais elles peuvent être tirées avec des armes normalement utilisées par l'unité au lieu de pistolets en plastique. L'USMC a jugé bon d'équiper ses unités FAST d'une large gamme d'armes et d'équipements pour les aider à accomplir leur mission. L'arsenal des FAST est connu pour inclure des fusils M4, des lance-grenades M4 / M-203 de 40 mm, des fusils M-14 modifiés avec des kits spécialisés pour en faire des fusils désignés tireurs d'élite, des pistolets Beretta M9A1 9 mm, des fusils Remington 870, des fusils semi-automatique Benelli M1014, des fusils mitrailleurs M-249 5,56 mm Squad Automatic Weapons (SAWs), des M- 240B MMG 7,62 mm, des Browning 0,50 Cal., des MK-19 HMG 40 mm (lance-grenades automatique). 
Toutes ces armes peuvent à tout moment être équipées d'optiques spécifiques pour améliorer la précision et/ou améliorer la vision nocturne. Presque toutes les missions de la Compagnie FAST sont inconnues, sauf par les membres de ce peloton. La compagnie C FAST de Bahreïn a été envoyée pour sécuriser l'ambassade à Sanaa au Yémen en juillet 2011. Le 12 septembre 2012, une équipe FAST 1 de Rota, été envoyée en Libye en réponse à l'attaque du consulat américain de 2012 à Benghazi. 

## Équipes de récupération tactique
L’équipe de récupération tactiques (ou Recapture Tactics Team - RTT) est spécialisée dans les procédures SWAT sans néanmoins être formée par une équipe spécialisée (ru) (SRT) de la police militaire, car les deux semaines de l'école SRT de l'armée ne sont pas considérées comme adaptées à leur profil de mission. Les unités RTT sont attachées aux bases d'armes nucléaires sur les bases navales américaines et ne se déploient pas. Alors que les pelotons FAST se déploient dans des zones nécessitant des opérations de sécurité navale, les RTT n'ont pas besoin de se déployer car ils sont déjà positionnés aux endroits stratégiques appropriés où ils sont le plus nécessaires. 
Les marines et les marins affectés aux bases d'armes nucléaires ont la possibilité, si le commandement le permet, de tenter la sélection RTT, qui est familièrement appelé dans les commandements nucléaires simplement « CQB Platoon » ou simplement « CQB ». 
En règle générale, seule une petite fraction des Marines et des marins qui sont autorisés à essayer pour le peloton CQB sont réellement sélectionnés à partir du processus de sélection exténuant de deux semaines. Ceux qui sont sélectionnés ont ensuite une formation tactique (une période de formation préparatoire intensive), au cours de laquelle les opérateurs actuels du peloton CQB aident à préparer les candidats nouvellement sélectionnés pour la 3e école tactique la plus difficile des corps des Marines. 
S'ils réussissent la prépartion, les candidats RTT se présentent ensuite à l'USMC CQB School où ils suivent un cours intensif de tir de combat et d'assaut dynamique de sept semaines, au cours duquel, dans des conditions extrêmes les sauvetages d'otages et la prolifération antinucléaire sont fortement mis en avant. Les Marines et les marins apprennent à reprendre par la force les personnel et les biens des États-Unis qui ont été volés ou autrement compromis. 
S'ils réussissent l'école de près de deux mois de l'USMC CQB, ils ont officiellement gagné le MOS 8154, puis ils retournent à leur Naval Nuclear Weapons Command où ils passent encore plusieurs semaines pour s'intégrer dans un peloton en tant que nouveaux opérateurs. Après avoir réussi cette phase, les candidats sont officiellement admis dans l'équipe de récupération tactique en tant que tireurs (également appelés, de manière plus controversée, «opérateurs»).  
Tous les tireurs RTT doivent passer par les écoles suivantes pour obtenir les certifications appropriées : 
- United States Marine Corps Recruit Training (en), autrement appelé Boot Camp - 13 semaines ;
- Marine Corps School of Infantry, Infantry Training Battalion (SOI-ITB) - 9⇔14 semaines ;
- Garde de sécurité de base (formation anti-terroriste des gardes de sécurité du Corps des Marines) - 7 semaines ;
- École de combat en milieu clos  - 7⇔9 semaines.

Les RTT peuvent sont ensuite admissibles à suivre les cours suivants, en attendant l'approbation de leur commandement : 
- Cours de tireur d'élite ;
- Méthodes d'entrée (en) ou ME (tactiques de démolition de petites unités et de brèche de porte) ;
- Personnel à haut risque également connu sous le nom de protection des cadres, la version militaire du Federal Law Enforcement Training Center (en) ;
- Cours interservices d'instructeur d'armes non létales et autres techniques de maintien de l'ordre ;
- Cours de maîtrise des techniques de cordage héliportées, alias HRST (en), du groupe de formation sur les opérations spéciales (en) : ce cours se concentre sur la façon de descendre correctement en rappel des structures et hors de l'hélicoptère, de la corde lisse hors de l'hélicoptère, d'utiliser le kit d'insertion et d'extraction spéciales (SPIE) et comment fixer ces systèmes à un aéronef avec l'équipement approprié pour des opérations tactiques sécuritaires.

Les équipes de combat rapprochés du Marine Corps Security Forces Regiment se rendent dans diverses bases en tant qu'équipes d'entraînement mobiles pour enseigner le cours CQB à des unités telles que les équipes de réaction spéciale de la police militaire et les autres branches militaires (étrangères et nationales) ainsi que, parfois, des unités des forces de l'ordre.

## Voir également